# Little Deuce Coupe
Little Deuce Coupe ist das vierte, am 7. Oktober 1963 erschienene Album der Beach Boys. Es enthält acht neue Lieder (deren Aufnahmen im September 1963 stattgefunden hatten) sowie vier, die schon auf vorhergehenden Alben erschienen waren.

## Entstehungsgeschichte
Während die ersten drei Alben der Gruppe hauptsächlich das Wellenreiten (Surfen) behandelt hatten, stand dieses vierte, bis auf A Young Man Is Gone komplett von Brian Wilson komponierte Album, unter einem anderen Motto: mit dem Thema „Autos“ griff es eine weitere Lieblingsbeschäftigung der amerikanischen Jugend auf. Beim Songwriting wurde Brian Wilson unterstützt von dem DJ Roger Christian aus Los Angeles.
Brian Wilson hatte gerade den Hit Surf City für Jan and Dean geschrieben und wollte zunächst keine Surf-Lieder mehr aufnehmen. Des Weiteren war die Compilation Shut Down mit dem gleichnamigen Beach-Boys-Hit sehr erfolgreich. Durch das Hinzufügen von vier älteren Liedern, konnte das Album innerhalb eines Tages aufgenommen werden. Das Album erschien nur einen Monat nach seinem Vorgänger Surfer Girl.
Obwohl David Marks auf dem Cover abgebildet ist, kehrte sein Vorgänger Al Jardine schon auf diesem Album zurück. Seine Mitwirkung  wird allerdings nicht erwähnt.
Auch dieses Album trug den Hinweis „Produced by Brian Wilson“, obgleich 409 und Shut Down nicht in neuen, sondern in den von Nick Venet produzierten Versionen enthalten waren.
Es erschien eine Mono- und eine Stereo-Version. Auf letzterer war allerdings das in Mono produzierte 409 nur in elektronischem Pseudo-Stereo (die Plattenfirma Capitol nannte es „Duophonic for Stereo Phonographs“) zu hören.
Das Album erreichte in den US-Billboard-Charts Platz 4 und war 46 Wochen in der Hitparade, davon acht Wochen in den Top 10.

## Die Titel
1. Little Deuce Coupe (B. Wilson/R. Christian) – 1:38
2. Ballad of Ole’ Betsy (B. Wilson/R. Christian) – 2:15
3. Be True to Your School (LP-version) (B. Wilson) – 2:06
4. Car Crazy Cutie (B. Wilson/R. Christian) – 2:47
5. Cherry, Cherry Coupe (B. Wilson/R. Christian) – 1:47
6. 409 (B. Wilson/G. Usher) (US charts #76) – 1:58
7. Shut Down (B. Wilson/R. Christian) (US charts #23) – 1:48
8. Spirit of America (B. Wilson/R. Christian) – 2:22
9. Our Car Club (B. Wilson/M. Love) – 2:21
10. No-Go Showboat (B. Wilson/R. Christian) – 1:54
11. A Young Man Is Gone (Bobby Troup/Mike Love) – 2:15
12. Custom Machine (B. Wilson) – 1:38

## Zusätzliche Informationen zu den Liedern

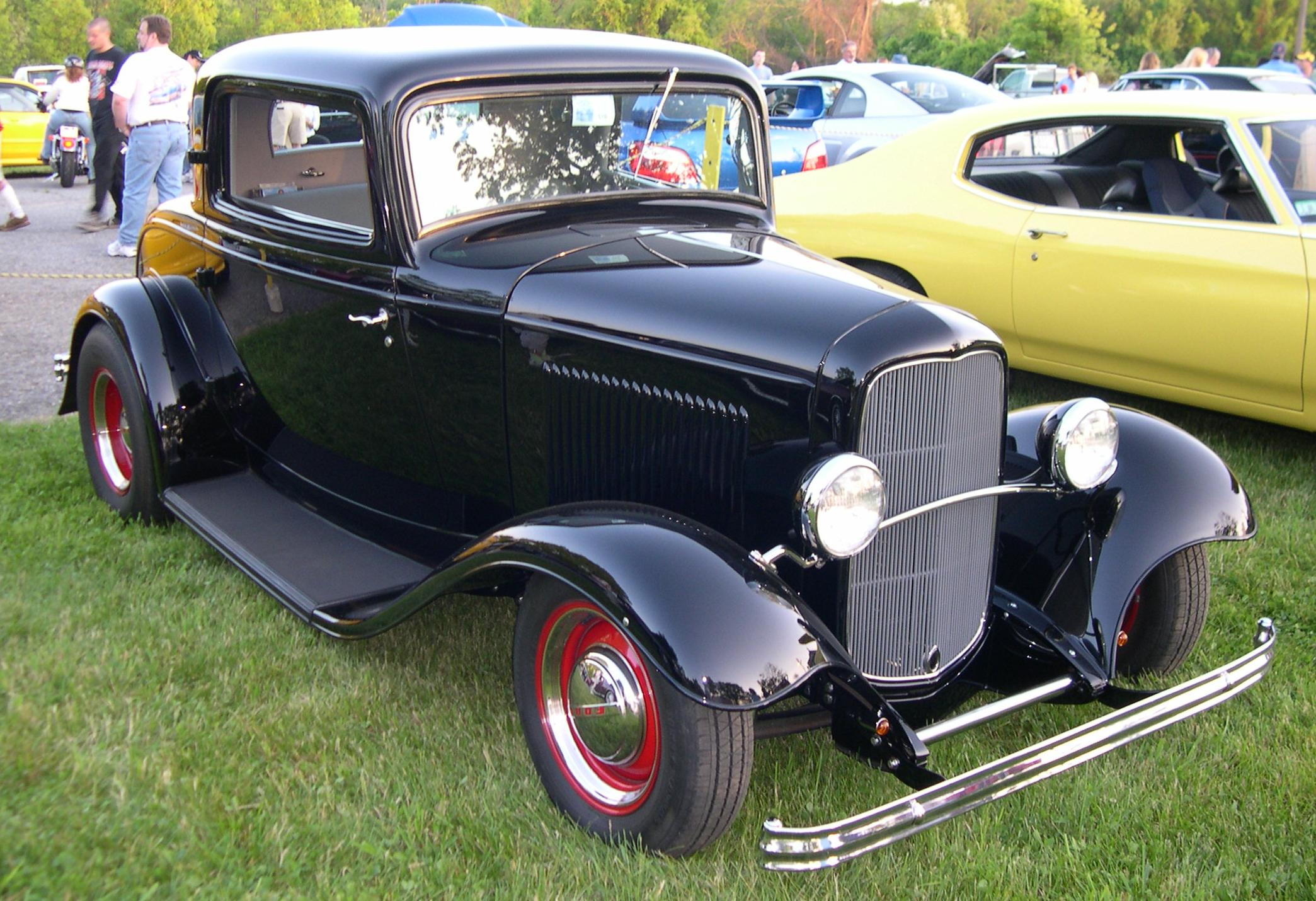
1932 Ford Deuce Coupe Hot Rod

Little Deuce Coupe wurde bereits auf dem Vorgängeralbum veröffentlicht. Das Lied erreichte Platz 15 der Single-Charts als B-Seite von Surfer Girl. Das Lied handelt von einem Ford Modell B, Mike Love besaß dieses Auto. Auf diesem Lied spielt Hal Blaine statt Dennis Wilson das Schlagzeug.
Ballad of Ole Betsy ist eine Ode an die alternde Betsy. Betsy war das Familienfahrzeug der Familie Wilson.
Be True to Your School ist das einzige Lied auf dem Album, das nicht von Autos handelt. Es existiert auch eine Single-Version, diese wurde mit der zusätzlichen Hilfe einer Marching Band und eines Cheerleader-Chores eingespielt. Der Chor wurde von der amerikanischen Gruppe The Honeys imitiert. Diese Girlgroup wurde von Brian Wilson in den 1960ern produziert, war jedoch recht erfolglos. Mitglied der Band war Marilyn Rovell, die 1964 Brian Wilsons Ehefrau wurde. Diese Singleversion erreichte die Top 10.
Car Crazy Cutie wurde später von Brian Wilson, Bob Norberg und weiteren Freunden unter dem Projekt-Namen The Survivors neu eingespielt. Das Lied hieß nun Pamela Jean und wurde von Capitol Records als Single veröffentlicht, konnte jedoch nicht in die Charts gelangen.
Cherry, Cherry Coupe ist eine umgeschriebene Version von Land Ahoy, einem erst später auf der Sammlung Rarities veröffentlichten Lied von 1962.
409 war die B-Seite der ersten Single der Beach Boys und erschien bereits auf Surfin’ Safari.
Spirit of America handelt von  dem gleichnamigen  Automobil und seinem Fahrer Craig Breedlove, der 1963 einen neuen Geschwindigkeitsrekord aufstellte. Der Liedtitel diente außerdem als Namen für eine 1975 veröffentlichte Kompilation der Beach Boys.
Our Car Club stammt vom Vorgängeralbum.
No-Go Showboat handelt von einem Auto, das sehr gut aussieht, aber nicht schnell fahren kann.
A Young Man Is Gone ist ein Tribut an James Dean. Der Titel ist eine Coverversion mit verändertem Text. Das Original stammt von Bobby Troup und ist besser bekannt unter dem Namen Their Heart Were Full of Spring